# The Templar Renegade Crusades
The Templar Renegade Crusades er en DVD udgivelse fra det svenske power metalband HammerFall der først blev udgivet på VHS d. 21. maj 2002 og DVD 8. juli 2002. DVDen indeholder uddarg fra live optræden, videoklip og interviews. 
Optagelserne går fra indspilningsperioden af Legacy of Kings til albummets fest der blev afholdt i anledning af at det blev tildelt af guld status.

## Indhold
1. Intro
2. Hansen Studios
3. The Templar World Crusade Europa
4. The Templar World Crusade U.S.A.
5. The Templar World Crusade Japan
6. The Templar World Crusade Sydamerika
7. Let The Hammer Fall
8. I Believe
9. Breaking The Law
10. WireWorld Studios
11. Renegade (videoklip)
12. Album Launch
13. Always Will Be (videoklip)
14. Renegade World Crusade Europa
15. Renegade World Crusade Sydamerika
16. Wacken Open Air
17. Heeding The Call (akustisk version)
18. Gold Album Party
19. A Legend Reborn (videoklip)
20. Outro

### Bonusmateriale
(Kun mulig at få på specialversionen af VHSen eller DVDen)
1. Renegade (akustisk version, indspillet live ved CD-specialisten, Göteborg, Sweden, 29. oktober, 2001)
2. Slaktmora
3. Castle Garden
4. Bed-Lam
5. Bag scenen til Renegade
6. Templars Of Steel (Kun lydformat, indspillet live ved Wacken Open Air, 4. august 2001)
7. Let The Hammer Fall (Kun lydformat, indspillet live ved Wacken, 4. august 2001)
8. Renegade (Kun lydformat, indspillet live ved Wacken Open Air, 4. august, 2001)
9. HammerFall (Kun lydformat, indspillet live ved Wacken Open Air,4. august 2001)

## Musikere
- Joacim Cans – Vokal
- Oscar Dronjak – Guitar og bagvokal
- Stefan Elmgren – Lead Guitar
- Magnus Rosén – Bas
- Anders Johansson – Trommer
- Patrik Räfling – Trommer på spor 2-6